# ماسامی ایوازاکی
ماسامی ایوازاکی (انگلیسی: Masami Iwasaki; ۲۵ اکتبر ۱۹۷۱ – ) صداپیشه اهل ژاپن بود. وی از سال ۱۹۹۰ میلادی تاکنون مشغول فعالیت بوده‌است.